# Kotel, Sodražica
Kotel je naselje v Občini Sodražica.